# A7新林口重劃區
桃園市龜山區 A7站重劃區（簡稱A7重劃區、A7）位於臺灣桃園市龜山區內，根據房市研究單位住展雜誌統計，是北台灣5大重劃區中，2018上半年推案量最大的，總金額高達255億、共2745戶。。
A7意指以台北車站為A1起算，搭桃園機場捷運6站23分鐘，就能抵達A7體育大學站。

## 地理範圍
總面積186.43公頃，範圍最北到文德路、東達文桃路，南邊範圍至青山路二段，而西則到華亞三路。

## 交通

### 大眾運輸
- 桃園捷運
  - █桃園機場捷運（營運中）：體育大學站

## 區內建設

### 教育[4]
- 長庚國民小學
- 樂善國民小學
- 國立體育大學
- 長庚大學
- 長庚科技大學

### 醫療
- 林口長庚醫院

### 物流園區[5]
- 樂善科技園區
- 華亞科技園區
- 中華郵政物流園區

## 外部連結
- [www.a7mrt.com/ 首頁]（含最新進度）

Template:桃園市A7重劃區
Template:台灣都市計畫知名度重劃區